# Lincoln LS
La Lincoln LS est une berline de luxe quatre portes, cinq passagers fabriquée et commercialisée par la division du groupe Ford, Lincoln. Introduite en juin 1999 pour l'année-modèle 2000, la LS était équipée d'une propulsion arrière et une répartition du poids proche de 50/50  et était disponible avec un V8 ou un V6, ce dernier étant initialement proposé avec une transmission manuelle.
La LS partage la plate-forme Ford DEW98 avec la Jaguar S-Type et la Ford Thunderbird. Les niveaux de finition allaient du modèle de base V6 aux versions Special Edition V8 LSE en 2004.
Les modèles LS ont été fabriqués à l'usine d'assemblage de Ford à Wixom jusqu'au 3 avril 2006. Environ 262 900 ont été fabriqués, dont 2 331 avec des transmissions manuelles et 1 500 éditions LSE.

## Histoire

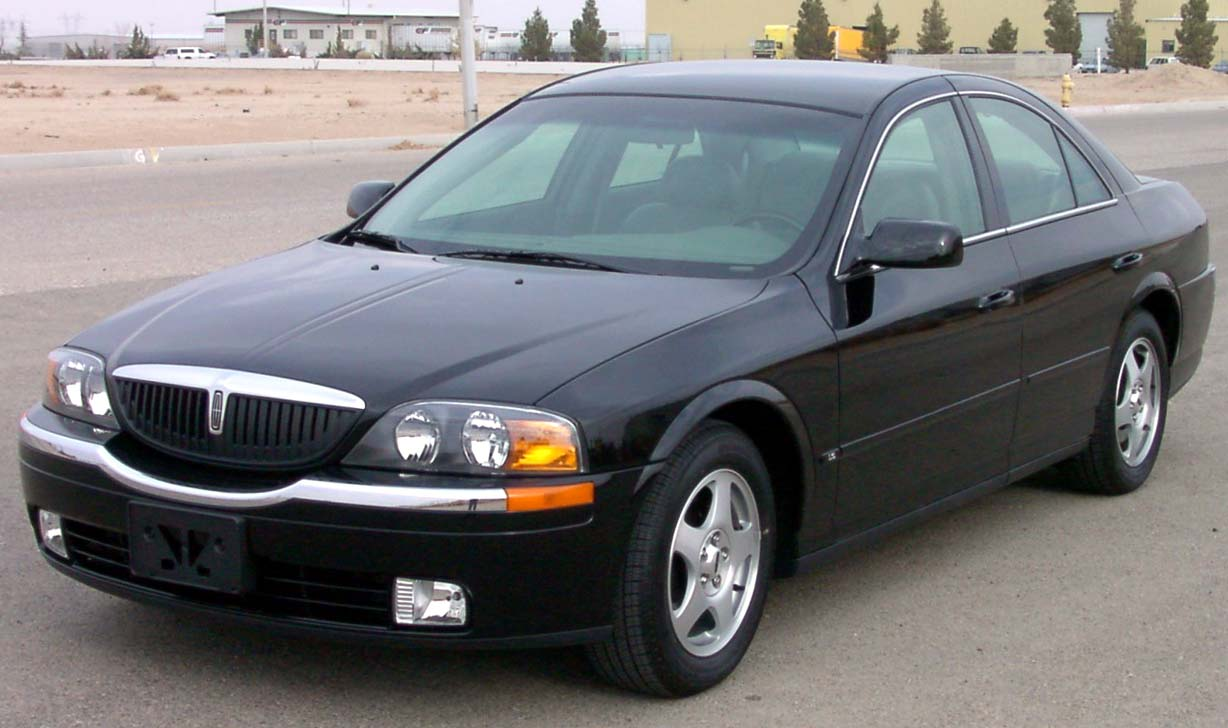
Lincoln LS 2001

En 1999, la LS fut lancée en tant que première berline de luxe sport à propulsion arrière de Lincoln pour l'année 2000, sous l'influence du tout nouveau Premier Automotive Group .
Lincoln avait à l'origine l'intention de commercialiser la berline en deux versions, la LS6 et la LS8, les noms reflétant leurs motorisations respectives. La division Lexus de Toyota a fait part de ses inquiétudes concernant une confusion potentielle du nom avec sa Lexus LS et Lincoln a fini par utiliser uniquement le nom «LS».
Les sièges en cuir étaient de série, le volant pouvait être recouvert de bois et de cuir et l'intérieur comportait des finitions en bois. Les caractéristiques de série comprenaient des vitres électriques, des serrures de portières électriques avec entrée sans clé, des rétroviseurs chauffants électriques, des phares automatiques, la climatisation automatique, un régulateur de vitesse et une radio AM/FM à cassette. Les options disponibles comprenaient un chargeur 6 CD dans le tableau de bord, un toit ouvrant électrique et un ouvre-porte de garage universel HomeLink.

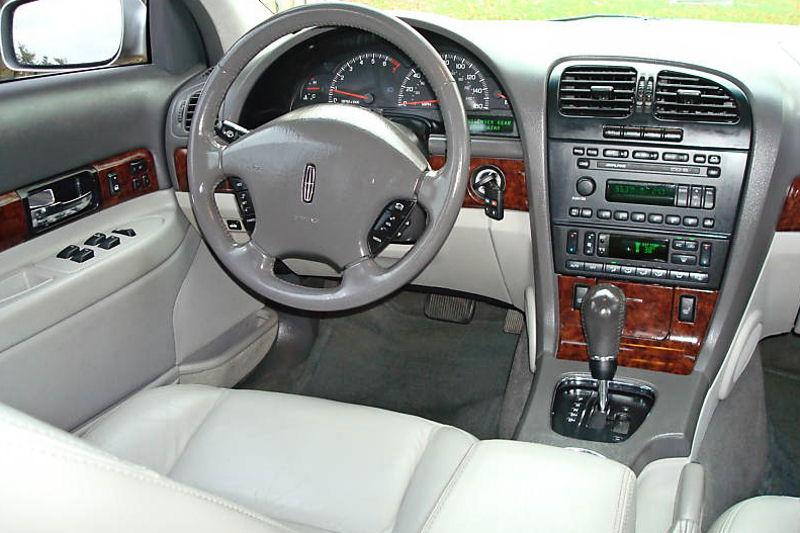
Tableau de bord d'une Lincoln LS de 2002

La LS partage la plate-forme et des équipements avec la Jaguar S-Type. La plate-forme DEW98 utilise des suspensions avant et arrière indépendantes à double triangulation, et un empattement de 2 910 mm. L'ABS était de série avec un antipatinage en option, commercialisé sous le nom de Ford AdvanceTrac. De nombreux composants de suspension, ainsi que le capot, le capot de coffre et les ailes avant, sont en aluminium. La LS était livrée avec des jantes en alliage de 16 pouces de série, tandis que des roues de 17 pouces étaient disponibles dans un pack sport en option. L'ensemble sport pour un supplément de 1 000 $ comprenait une suspension plus rigide, des roues de 17 pouces et une transmission automatique à mode séquentiel.
La LS de base est alimentée par un 3,0 L DOHC V6 en aluminium qui est une variante du moteur Jaguar AJ-V6. En option, un V8 3,9 L était proposé, une variante à course plus courte du moteur Jaguar 4,0 L AJ-26 V8. La transmission automatique à cinq vitesses 5R55S de Ford avec un mode séquentiel en option appelée SelectShift était de série avec l'un ou l'autre moteur, tandis qu'une transmission manuelle à cinq vitesses Getrag 221 était disponible pour les modèles LS équipés de V6 via le pack sport en option.
La LS a été nommée voiture de l'année de 2000 par Motor Trend et a également été nommée pour le prix de la voiture nord-américaine de l'année.
En 2002, le package LSE (Limited Special Edition) a été introduit pour les deux versions V6 et V8, avec un carénage révisé comprenant des ouvertures de phares antibrouillard rondes et un traitement spécial de la calandre, avec des panneaux de bas de caisse élargis, et des sorties d'échappement spécifiques. De plus, en 2002, les modèles LS équipés de V6 ont gagné 10 ch et 14 N m de couple.
| Année       | Modèle | Moteur                       | Puissance             | Couple                 |
| ----------- | ------ | ---------------------------- | --------------------- | ---------------------- |
| 2000 – 2001 | LS V6  | 2 967 cm3 3,0 L Jaguar AJ V6 | 210 ch à 6 500 tr/min | 278 N m à 4 750 tr/min |
| 2002        | LS V6  | 2 967 cm3 3,0 L Jaguar AJ V6 | 220 ch à 6 400 tr/min | 292 N m à 4 800 tr/min |
| 2000 – 2002 | LS V8  | 3 934 cm3 3,9 L Jaguar AJ-V8 | 252 ch à 6 100 tr/min | 362 N m à 4 300 tr/min |

## 2003–2006

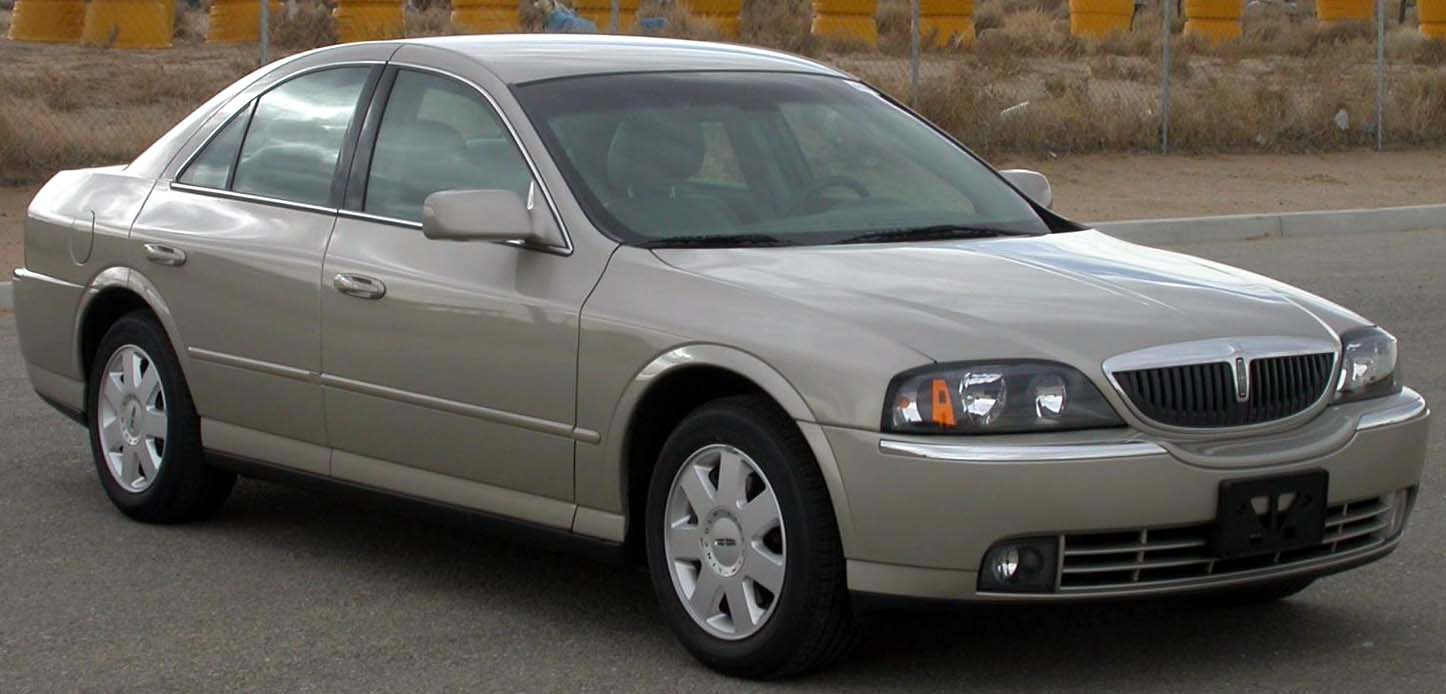
Lincoln LS 2004

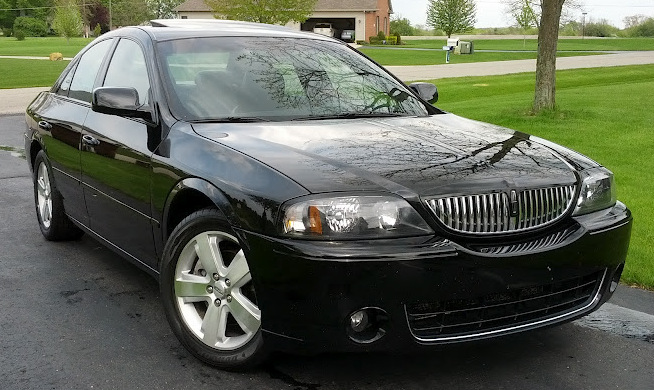
Lincoln LS 2006

Le LS a reçu un rafraîchissement pour 2003, coïncidant avec la nouvelle campagne publicitaire «Travel Well» de Lincoln. L'extérieur reçoit des phares HID (en option) et un capot de coffre révisé avec des feux arrière révisés. Les deux moteurs disponibles ont reçu une augmentation de puissance et de couple, ainsi qu'un rendement énergétique légèrement amélioré.

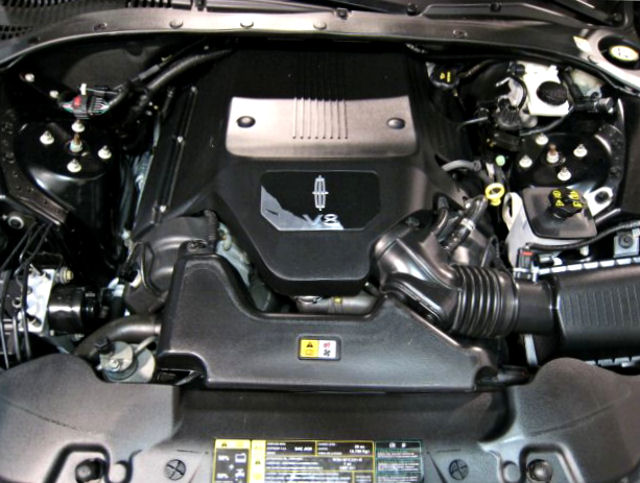
Moteur V8 d'une Lincoln LS 2006

Pour 2006, la LS a reçu une révision extérieure similaire au pack LSE des années précédentes. Le modèle à moteur V6 a été retiré de la gamme. Le prix de base est passé de 32 370 $ en 2004 à 39 285 $.
| Années      | Modèle | Moteur             | Puissance             | Couple                 |
| ----------- | ------ | ------------------ | --------------------- | ---------------------- |
| 2003 – 2005 | LS V6  | 2 967 cm3 3,0 L V6 | 232 ch à 6 750 tr/min | 298 N m à 4 500 tr/min |
| 2003 – 2006 | LS V8  | 3 934 cm3 3,9 L V8 | 280 ch à 6 000 tr/min | 388 N m à 4 000 tr/min |

## Sécurité
La Lincoln LS a reçu des notes très élevées en matière de protection des occupants. L'Institut d'assurance pour la sécurité routière a classé la LS comme le "meilleur choix" avec un score parfait dans son test de collision frontale décalée. La National Highway Traffic Safety Administration a donné au LS des scores presque parfaits dans ses tests d'impact latéral et de retournement.

## Controverse sur la dénomination des modèles
Lincoln avait à l'origine l'intention de désigner les modèles LS comme «LS6» et «LS8», selon l'option de taille du moteur. Toyota a menacé une poursuite pour contrefaçon de marque, en raison du schéma de dénomination similaire utilisé sur la Lexus LS, tandis que dans le même temps, Ford a menacé de poursuivre en justice le concept Toyota T150, arguant que le nom était trop proche de celui de la F150. Lincoln a décidé de désigner sa voiture «LS », et Toyota a changé le nom de leur camionnette en Tundra .

## Ventes
| Année | Ventes américaines |
| ----- | ------------------ |
| 1999  | 26 368             |
| 2000  | 51 039             |
| 2001  | 39 787             |
| 2002  | 39 775             |
| 2003  | 33 581             |
| 2004  | 27 066             |
| 2005  | 19 109             |
| 2006  | 8 797              |